# Ведмідь бурий європейський
Євразійський бурий ведмідь (Ursus arctos arctos) є одним із найпоширеніших підвидів бурого ведмедя  і зустрічається на більшій частині Євразії. Його також називають європейським бурим ведмедем, звичайним бурим ведмедем, звичайним ведмедем і багатьма іншими назвами. Генетичне різноманіття сучасних бурих ведмедів (Ursus arctos) ретельно вивчається протягом багатьох років і географічно структуровано в п’ять основних кладів на основі аналізу мтДНК. 

## Опис
Євразійський бурий ведмідь має коричневе хутро, яке переливається від жовтувато-коричневого до темно-коричневого, червоно-бурого і майже чорного в деяких випадках; також зафіксовано альбінізм.  Шерсть — щільна за різним ступенем, волосся може рости до 10 см (3,9 дюйм) довжини. Голова зазвичай досить кругла і має відносно невеликі круглі вуха, широкий череп і рот зі 42 зубами, такими як в хижаків. Має потужну кісткову структуру і великі лапи з кігтями, які можуть відростати до 10 см (3,9 дюйм) довжини. Вага відрізняється в залежності від місця проживання і пори року. Дорослий самець важить в середньому від 250 до 300 кілограмів (550 до 660 фунт)  і досягає максимальної ваги 481 кг (1 060 фунт) і довжини майже у 2,5 м (8,2 фут). У самок вага зазвичай коливається від 150 до 250 кг (550 фунт).  У дикій природі вони живуть від 20 до 30 років. 

## Історія
Євразійських бурих ведмедів використовували в Стародавньому Римі для боїв на аренах. Найсильніші ведмеді, очевидно, походять з Каледонії та Далмації. 
У давнину євразійський бурий ведмідь був здебільшого м’ясоїдним, 80% його раціону складався з тваринного походження. Однак в міру того, як ареал його існування все більше зменшувався, частка м’яса в його раціоні також зменшувалася, аж до пізнього середньовіччя м’ясо становило лише 40% його раціону. Сьогодні м'ясо становить дещо більш як 10-15% раціону.  По можливості бурий ведмідь також харчується вівцями. 
На відміну від Північної Америки, де ведмеді вбивають в середньому дві людини на рік, у Скандинавії за останнє століття зареєстровано лише три напади ведмедів на людей з летальними результатами.  Однак наприкінці 2019 року бурі ведмеді вбили трьох чоловіків у Румунії трохи більше ніж за місяць. 

## Видове походження
Найдавніші види походять з Чукутьєна, Китай приблизно 500 000 років тому.  З досліджень мтДНК відомо, що під час плейстоценового льодовикового періоду бурий ведмідь не міг вижити в Європі, за винятком трьох місць: Росії, Іспанії та Балкан. 
Сучасні дослідження  дозволили відстежити походження підвиду. Вид, до якого він належить, виник понад 500 000 років тому, і дослідники виявили, що євразійський бурий ведмідь виокремився приблизно 850 000 років тому, причому одна гілка базувалася в Західній Європі, а інша гілка в Росії, Східній Європі та Азії.  Досліджуючи мітохондріальну ДНК (мтДНК), дослідники виявили, що європейська родина розділилася на два клади — один на Піренейському півострові та Балканах, інший в Росії.  
У Скандинавії є популяція, до якої входять ведмеді західної та східної ліній.  Аналізуючи мтДНК південної популяції, дослідники виявили, що вони, ймовірно, походять від популяцій у Піренеях на півдні Франції та Іспанії та Кантабрійських горах (Іспанія). Ведмеді з цих популяцій поширилися на південь Скандинавії після останнього льодовикового періоду. Популяції північних ведмедів походять від фінської /російської популяції. Ймовірно, їхні предки пережили льодовиковий період у вільних від льоду районах на захід від Уральських гір, а потім поширилися до Північної Європи. 

## Розподіл
Колись бурих ведмедів можна було зустріти на більшій частині Євразії, на відміну від теперішньої ситуації, коли їхній ареал значно зменшився. Загальні середовища існування включали такі території, як пасовища, землі з рідкою рослинністю та водно-болотні угіддя.
Бурий ведмідь давно вимер на територіях Британських островів (принаймні 1500 років тому, можливо, навіть 3000 років тому),   у Данії (приблизно 6500 років тому),  у Нідерландах (приблизно 1000 років тому, хоча пізніше поодинокі рідко прибували з Німеччини),  у Швейцарії (у 1904, хоча єдиний був помічений у 1923 році, а з 2005 року спостерігається збільшення кількості спостережень "мандрівників" з Італії),   та Португалії (у 1843 році, хоча один випадок з Іспанії був зареєстрований у 2019 році). 
У всьому світі найбільша популяція знаходиться на схід від Уральського хребта, у великих сибірських лісах; бурі ведмеді також спостерігаються в меншій кількості в деяких частинах Центральної Азії.
Невеликі, але все ж значні популяції також можна відзначити в Албанії, Греції, Сербії та Чорногорії.  У 2005 році в Україні їх було близько 200; ці популяції є частиною двох окремих метапопуляцій: карпатської з понад 5000 особинами та динарсько-піндоської (балканської) з приблизно 3000 особинами. 
За межами Європи та Росії/ СНД клади бурого ведмедя залишаються в невеликих, ізольованих і здебільшого під загрозою популяціях в Ірані,  Афганістані, Пакистані, частині північно-західної Індії та центрального Китаю, а також на острові Хоккайдо. в Японії.  

## Культурні відображення
Історичне походження ведмедів і враження, яке вони справили на людей, відображені в назвах кількох місцевостей (деякі відомі приклади включають Берлін, Берн, Медведниця, Отепя і Аю-Даг), а також особисті імена, наприклад, Сюн, Бернард, Артур, Урсула, Урс, Урсіцин, Орсоля, Бйорн, Недвед, Медведєв і Оцо.
Ведмеді цього підвиду дуже часто зустрічаються в казках і байках Європи, зокрема, казках Якоба і Вільгельма Грімм. Європейський бурий ведмідь колись був поширений у Німеччині та на територіях альпійських гір, таких як Північна Італія, Східна Франція та більша частина Швейцарії, і тому з’являється в казках на різних діалектах німецької мови.